# FK Borac Čačak
Der FK Borac Čačak (vollständiger offizieller Name auf Serbisch: Фудбалски клуб Борац Чачак, Fudbalski klub Borac Čačak), gewöhnlich als Borac Čačak bekannt, ist die Fußballabteilung von Borac Čačak, einem serbischen Sportverein aus Čačak. Der Vereinsname Borac bedeutet auf Serbisch „Kämpfer“. Durch die vertikalen Streifen der Trikots hat der Club den Spitznamen Zebre (Zebras) bekommen. Heimstadion ist das Stadion kraj Morave. Gegenwärtig spielt der Verein in der SuperLiga, der höchsten Spielklasse im serbischen Fußball.

## Geschichte
Gegründet wurde der Verein am 1. Mai 1926 von der Arbeitergewerkschaft in Čačak. Erster Vereinspräsident wurde der Zimmerer Jovan Jolović. 1946 nahm Borac Čačak an der Qualifikation zum Aufstieg in die 1. jugoslawische Liga teil, scheiterte jedoch an Roter Stern Belgrad. 1958 gewann man den serbischen Pokal, damals noch ein regionaler Wettbewerb in der bis 1992 existierenden Sozialistischen Föderativen Republik Jugoslawien. 1962 gelang dem Verein der Aufstieg in die 2. jugoslawische Liga. 1994 stieg Borac Čačak in die 1. Liga der Bundesrepublik Jugoslawien auf. 2008 konnte sich der Verein unter Trainer Milovan Rajevac das erste Mal in seiner Geschichte für den UEFA-Pokal qualifizieren. Im UEFA-Pokal 2008/09 scheiterte man in der letzten Runde vor der Gruppenphase an Ajax Amsterdam.

## Trainer
- Milovan Rajevac (2008)

## Spieler
- Milovan Rajevac (1975–1978, 1982–1984)
- Ivica Dragutinović (19??–1994) Jugend, (1994–1996) Spieler

## Wappenhistorie

Altes Wappen
Neues Wappen

## Europapokalbilanz
| Saison  | Wettbewerb | Runde                  | Gegner            | Gesamt | Hin        | Rück       |
| ------- | ---------- | ---------------------- | ----------------- | ------ | ---------- | ---------- |
| 2008/09 | UEFA-Pokal | 1. Qualifikationsrunde | FC Dacia Chișinău | 4:2    | 1:1 (A)    | 03:1 (H) 1 |
| 2008/09 | UEFA-Pokal | 2. Qualifikationsrunde | Lokomotive Sofia  | 2:1    | 01:0 (H) 1 | 1:1 (A)    |
| 2008/09 | UEFA-Pokal | 1. Runde               | Ajax Amsterdam    | 1:6    | 01:4 (H) 2 | 0:2 (A)    |

Gesamtbilanz: 6 Spiele, 2 Siege, 2 Unentschieden, 2 Niederlagen, 7:9 Tore (Tordifferenz −2)